# Relda Ridoni
Relda Ridoni (Fiume (Croazia), 31 gennaio 1932) è un'attrice italiana.

## Biografia
Attrice di teatro, Relda Ridoni si formò giovanissima sotto la guida di  Giorgio Strehler, di cui – come dichiarato da Carla Fracci – era la “pupilla”. Fin dai tardi anni Cinquanta prese parte a numerose tournée, lavorando nelle compagnie del Piccolo Teatro di Milano e del Teatro Stabile di Torino,   specializzandosi soprattutto nei ruoli secondari.
Nel 1971 ebbe un piccolo ruolo nella pièce di Jean Cocteau trasmessa dalla Rai La macchina da scrivere, con protagonista Alida Valli. Nel 1974 recitò insieme a Wanda Osiris nello spettacolo Nerone è morto?.
Nel 1981 fu accanto a Valeria Moriconi in Hedda Gabler, nel ruolo di Thea, ottenendo buone recensioni.  Negli anni Ottanta interpretò anche radiodrammi e lungometraggi.
Continuò a calcare i palcoscenici fino agli anni Novanta: una delle ultime produzioni fu Madame de Sade di Yukio Mishima per la regia di Ferdinando Bruni.
Negli anni Duemila si è dedicata perlopiù a recital ed è intervenuta in convegni dedicati alla valorizzazione della memoria degli esuli di Fiume, sua città natale.

## Filmografia
- Lo svitato, regia di Carlo Lizzani (1956)
- Non si scrive sui muri a Milano, regia di Raffaele Maiello (1975)
- Gentili signore, regia di Adriana Monti (1988)
- Domani, regia di Giulio Ciarambino (1998)

## Teatro
- Tre quarti di luna, di Luigi Squarzina, regia di G. Strehler, prima al Piccolo Teatro di Milano il 24 maggio 1955.
- Dal tuo al mio, di Giovanni Verga, regia di G. Strehler, prima al Piccolo Teatro di Milano il 2 aprile 1956.
- Arlecchino servitore di due padroni, di Carlo Goldoni, regia di G. Strehler, prima al Royal Lyceum Theatre di Edimburgo, il 27 agosto 1956.
- Coriolano, di William Shakespeare, regia di G. Strehler, prima al Piccolo Teatro di Milano il 9 novembre 1957.
- Goldoni e le sue sedici commedie nuove, di Paolo Ferrari, regia di G. Strehler, prima al Piccolo Teatro di Milano il 23 dicembre 1957.
- L’anima buona di Sezuan, di Bertolt Brecht, regia di G. Strehler, prima al Piccolo Teatro di Milano il 22 febbraio 1958.
- Storia di Pablo, di Sergio Velitti, regia di Virginio Puecher, prima al Piccolo Teatro di Milano il 20 marzo 1961.
- Il re dagli occhi di conchiglia, di Luigi Sarzano, regia di Ruggero Jacobbi, prima al Teatro dell'Arte di Milano il 26 marzo 1962.
- L’equipaggio della Zattera, di Alfredo Balducci, regia di V. Puecher, prima al Teatro dell'Arte di Milano il 17 maggio 1962.
- Il costo di una vita, di Bruno Magnoni, regia di Paolo Giuranna, prima al Teatro Stabile di Bologna il 29 marzo 1963.
- Brodo di pollo con l’orzo, di Arnold Wesker, regia di V. Puecher, prima al Teatro Stabile di Bologna il 21 marzo 1963.
- Il bagno, di Vladimir Majakovskij, regia di Franco Parenti, prima al Teatro Quartiere Gallaratese di Milano il 26 gennaio 1972.
- Ettore Fieramosca, di Massimo d'Azeglio, regia di Aldo Trionfo, stagione 1972/73.
- Nerone è morto?, di Miklos Hubay, traduzione di Umberto Albini, regia di A. Trionfo, stagione 1973/74.
- Turandot di Carlo Gozzi, regia di V. Puecher, stagione 1973/74.
- Dialoghi delle Carmelitane di Georges Bernanos, regia di Fabio Battistini, Lugano, 1995.[13]

## Prosa televisiva Rai
- La macchina da scrivere, di J. Cocteau, regia di Mario Landi, trasmesso l'8 gennaio 1971.

## Prosa radiofonica Rai
- La scalata, di Paolo Levi, regia di Massimo Scaglione, Studi di Torino della Rai, 1984.